# Brooklyn (Illinois)
Brooklyn es una villa ubicada en el condado de St. Clair en el estado estadounidense de Illinois. En el Censo de 2010 tenía una población de 749 habitantes y una densidad poblacional de 348 personas por km².

## Geografía
Brooklyn se encuentra ubicada en las coordenadas 38°39′16″N 90°10′5″O / 38.65444, -90.16806. Según la Oficina del Censo de los Estados Unidos, Brooklyn tiene una superficie total de 2.15 km², de la cual 2.15 km² corresponden a tierra firme y (0%) 0 km² es agua.

## Demografía
Según el censo de 2010, había 749 personas residiendo en Brooklyn. La densidad de población era de 348 hab./km². De los 749 habitantes, Brooklyn estaba compuesto por el 2.54% blancos, el 95.06% eran afroamericanos, el 0% eran amerindios, el 0% eran asiáticos, el 0.13% eran isleños del Pacífico, el 0.27% eran de otras razas y el 2% pertenecían a dos o más razas. Del total de la población el 1.6% eran hispanos o latinos de cualquier raza.